# Aeroportul Boulsa
Aeroportul Boulsa (IATA: XBO, ICAO: DFEA) este un aeroport din Burkina Faso ce deservește zona Boulsa. A fost numit după zona deservită.
Situat la o altitudine de 314 m, aeroportul dispune de o singură pistă.